# Theodor von Reding

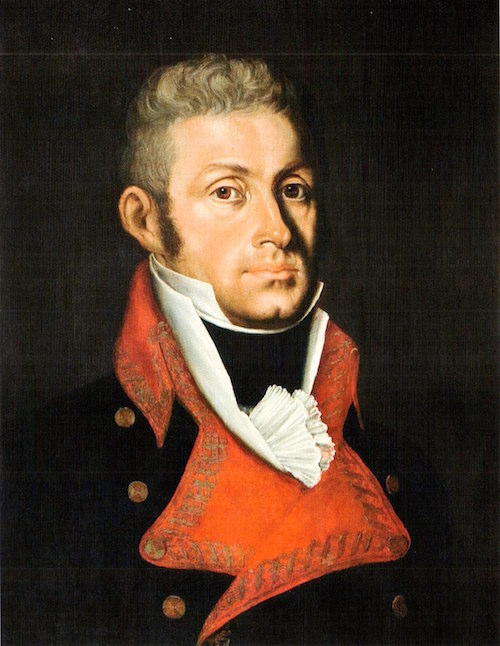
Theodor von Reding.

Theodor Reding von Biberegg, född den 3 juli 1755 i Schwyz, död den 23 april 1809 i Tarragona, var en schweizisk militär. Han var bror till  Alois von Reding.
von Reding kom 1771 i spansk krigstjänst och utmärkte sig under striderna mot fransmännen 1793–1794 och 1808–1809. Han hade vid sin död nått spansk marskalksvärdighet och var grand av Spanien.